# Piatnik
Piatnik je vídeňská továrna na výrobu hracích karet, která byla založena v roce 1824 jako malá dílna, kde se ručně malovaly karty.

## Historie
Pro rodinu Piatnik vše začalo v roce 1839, kdy do této dílny nastoupil tovaryš Ferdinand Piatnik, narozený v Budapešti a vyučený v Bratislavě. Ferdinand firmu pod svým jménem přebírá a o pár let později se žení s vdovou po původním majiteli.
Počátkem 90. let 19. století přebírá řízení společnosti syn Rudolf, a protože je nutné modernizovat rukodělnou výrobu na strojní, stěhuje se firma do nových, moderně vybavených budov v Hütteldorfer Strasse, kde sídlí dodnes.
V té době začíná expanze firmy PIATNIK. Nejprve kupuje továrnu na výrobu karet v Budapešti a v roce 1898 též firmu
„Ritter & Cie“ v Praze. Začátkem 20. století pokračuje tato expanze koupí vídeňské tiskárny a konkurenční firmy. Aby byl dostatečně zajištěn materiál pro výrobu karet, kupuje firma PIATNIK v roce 1907 papírnu ve Slovinsku, v roce 1926 je založena továrna na výrobu karet v polském Krakově.
Druhá světová válka přinesla velké škody a také poválečný politický vývoj nebyl přínosem. Postupným znárodňováním ztratila firma PIATNIK svoji pobočku v Praze a tím i tradičně velmi významné postavení na československém trhu. V Maďarsku a Polsku měl vývoj podobný scénář.

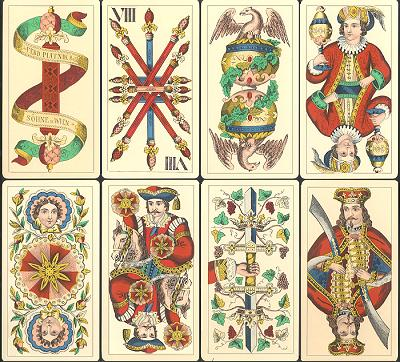
Karty vyrobené roku 1850 firmou Piatnik

Firma se tedy soustředila na rozvoj své vídeňské továrny a vybudování úzkých obchodních vztahů v evropských zemích mimo socialistický blok, v USA a severoafrických zemích. V roce 1951 zavedla vícebarevný ofsetový tisk, v 60. letech rozšířila své prostory a do výrobního programu zařadila společenské hry a puzzle.
V roce 1989 zakládá dceřinou společnost „PIATNIK of America“. Tento krok předznamenal další rozvoj firmy: zásadní politické změny v zemích střední Evropy a jejich následná stabilizace umožňuje v roce 1993 založení dceřiné společnosti „PIATNIK PRAHA s.r.o.“ v České republice a „Piatnik Budapest kft“ v Maďarsku. Společně s nimi je v tomto roce založena dceřiná společnost v Německu.
V Rakousku firmě PIATNIK v současnosti patří vedoucí postavení na trhu s hracími kartami a společenskými hrami, které se díky dobrým nápadům zaměstnanců firmy staly velmi úspěšnou a žádanou komoditou.
Do dnešních dnů jsou ve vedení společnosti výhradně potomci Ferdinanda Piatnika („prvního“). Společnost PIATNIK PRAHA s.r.o. vede přímo pan Ferdinand G. Piatnik („čtvrtý“), který je od roku 1984 jednatelem vídeňské firmy. Opět se tedy potomek zakladatele firmy snaží společně se svými českými spolupracovníky o udržení tradice a dobré výsledky. Firma PIATNIK se často angažuje v různých akcích, pořádaných pro děti a mládež, podporuje centra pro účelné trávení volného času, stejně jako dětské domovy či nemocnice.

## Galerie
Na Moravě a v Čechách nejčastěji hraný[zdroj⁠?!] balíček karet typu Industrie und Glück od firmy Piatnik.

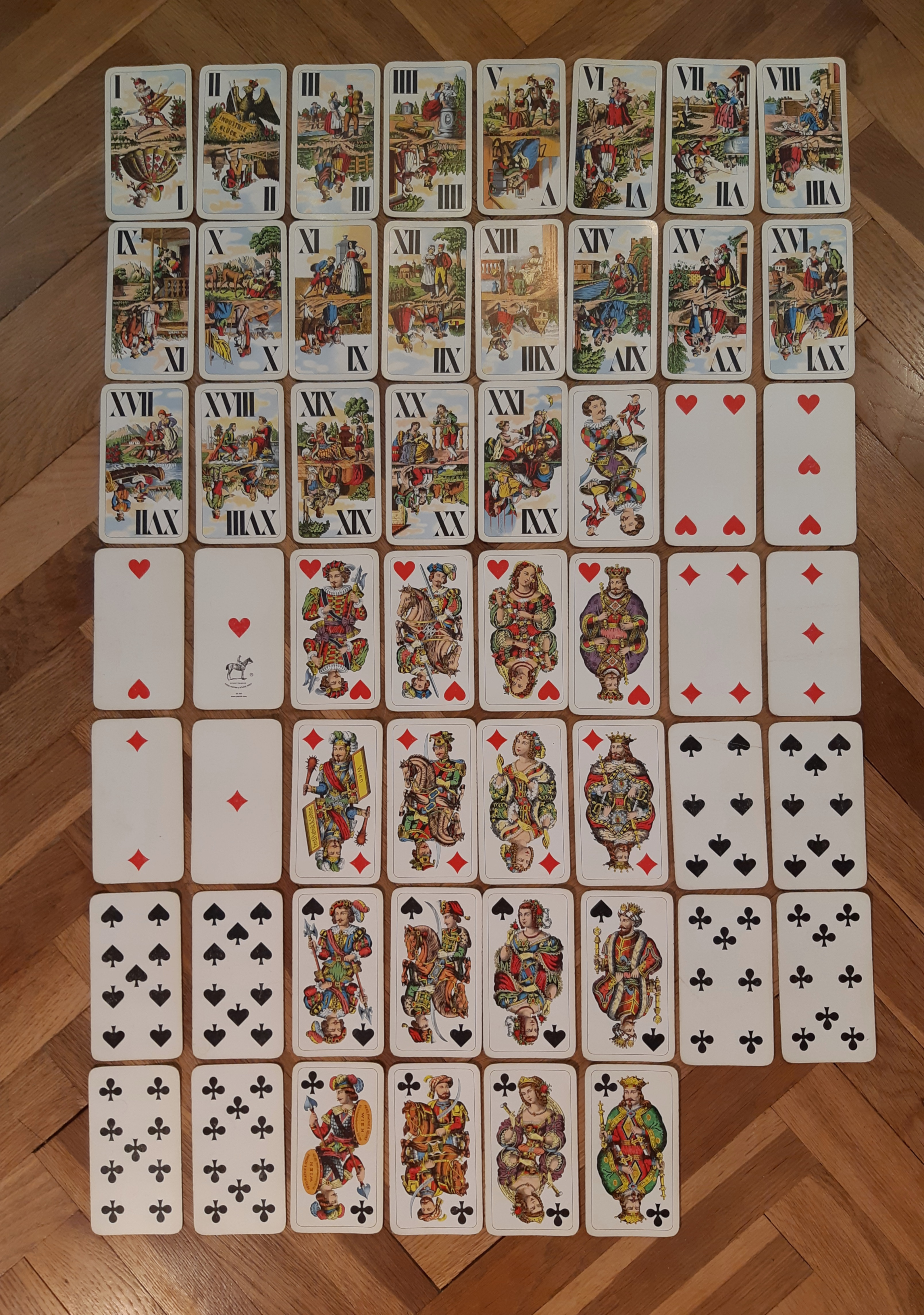
všech 54 listů
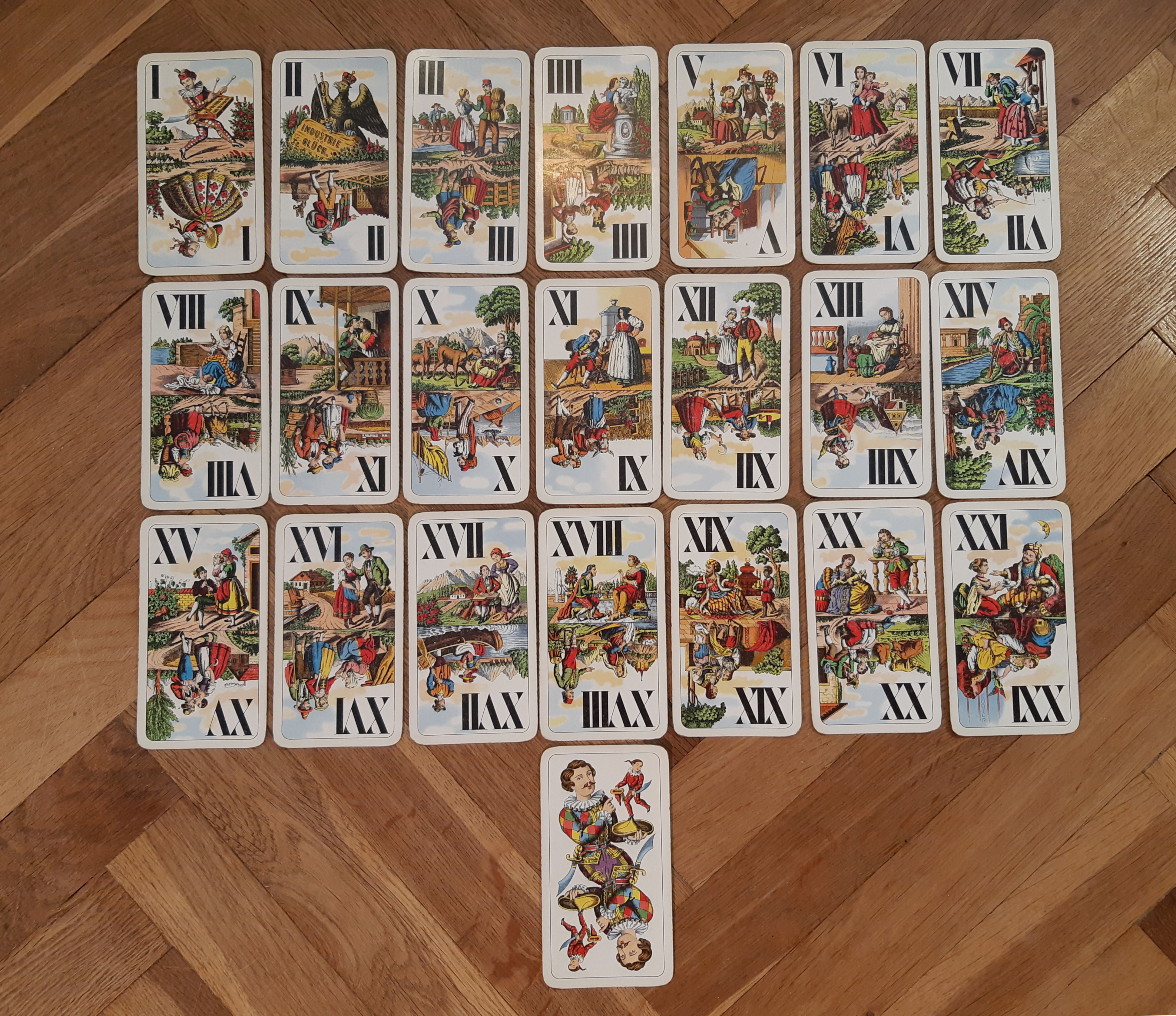
všechny taroky (trumfy)
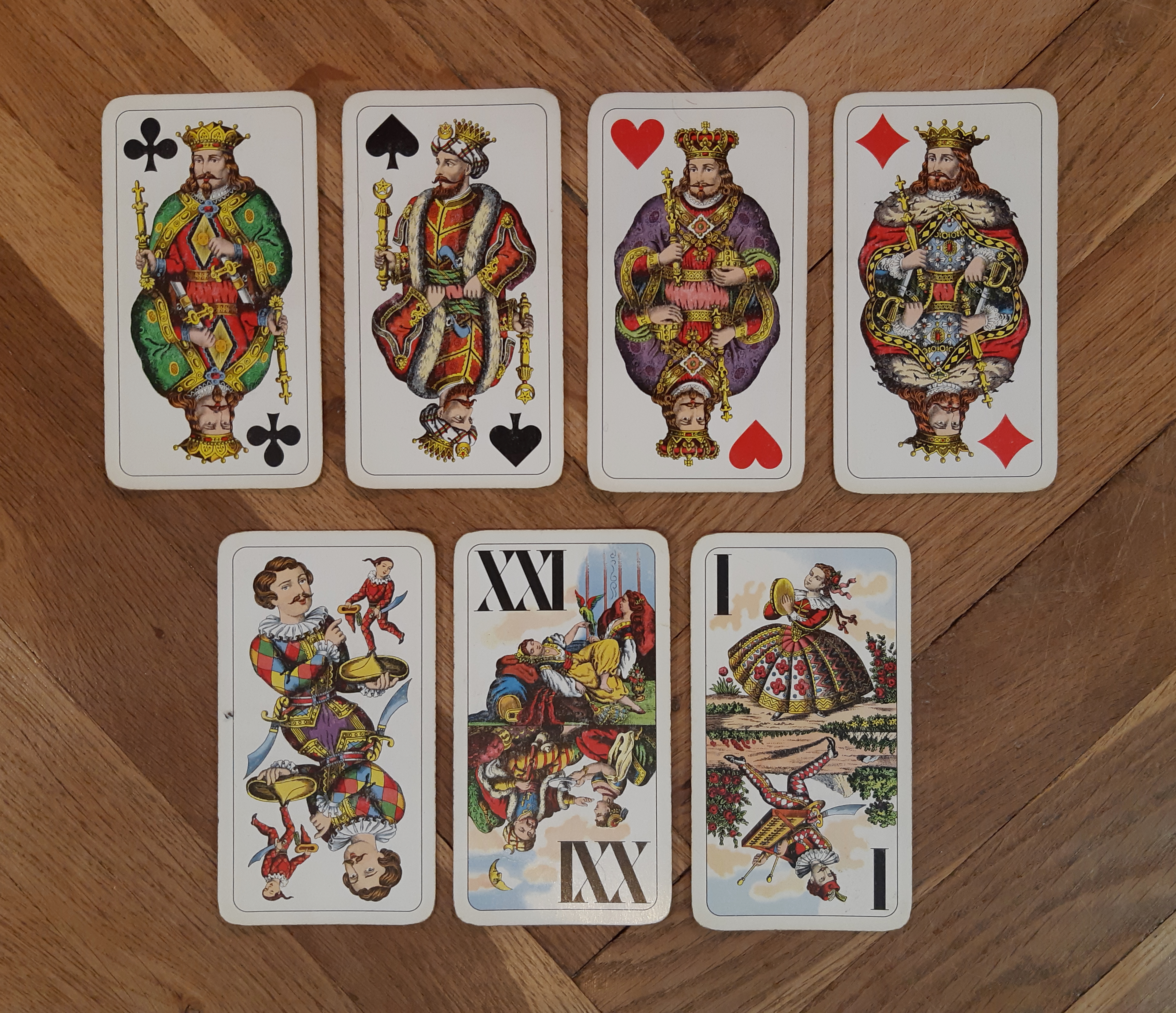
všechny pětibodové karty (honery a trul)
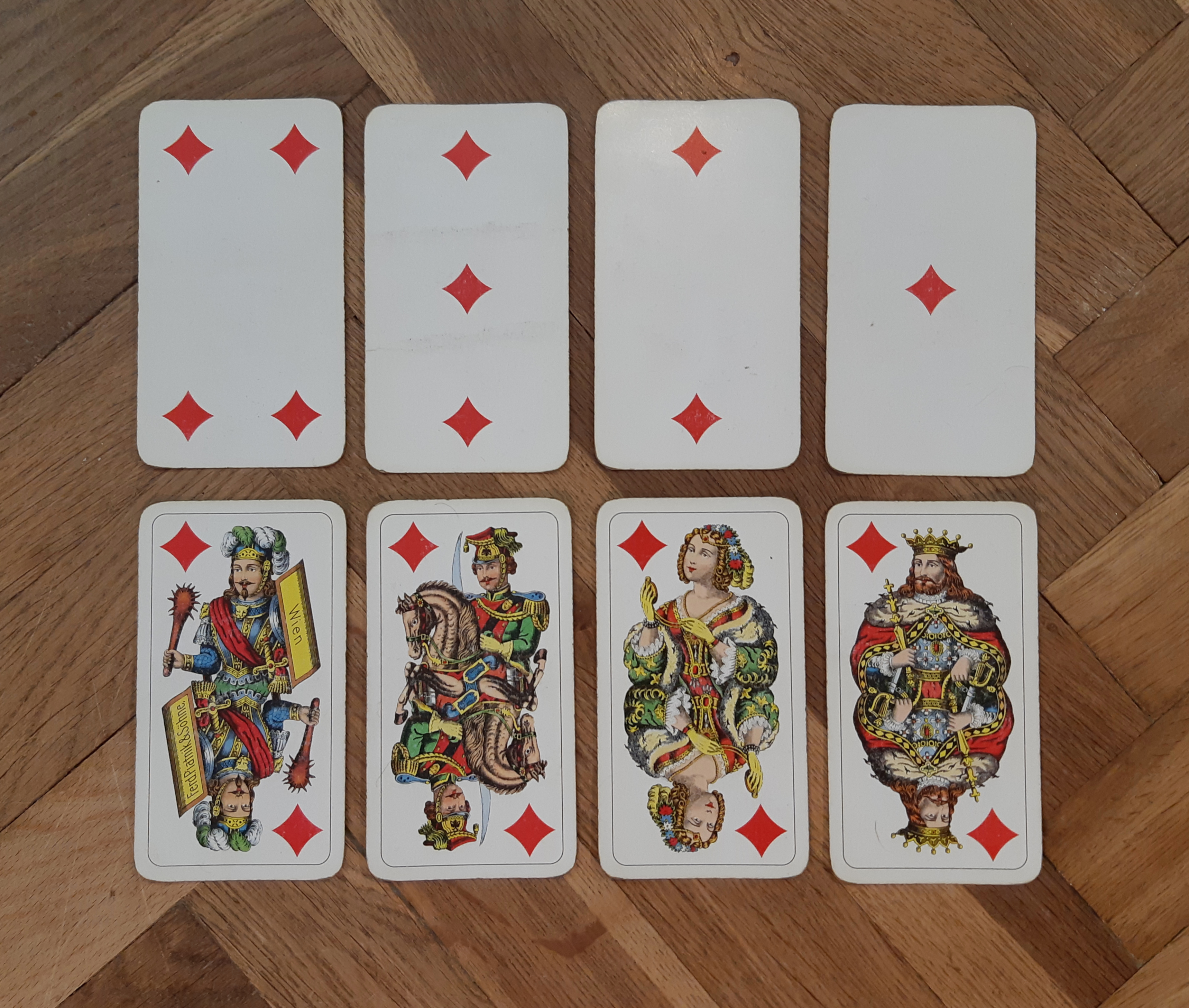
kárové karty
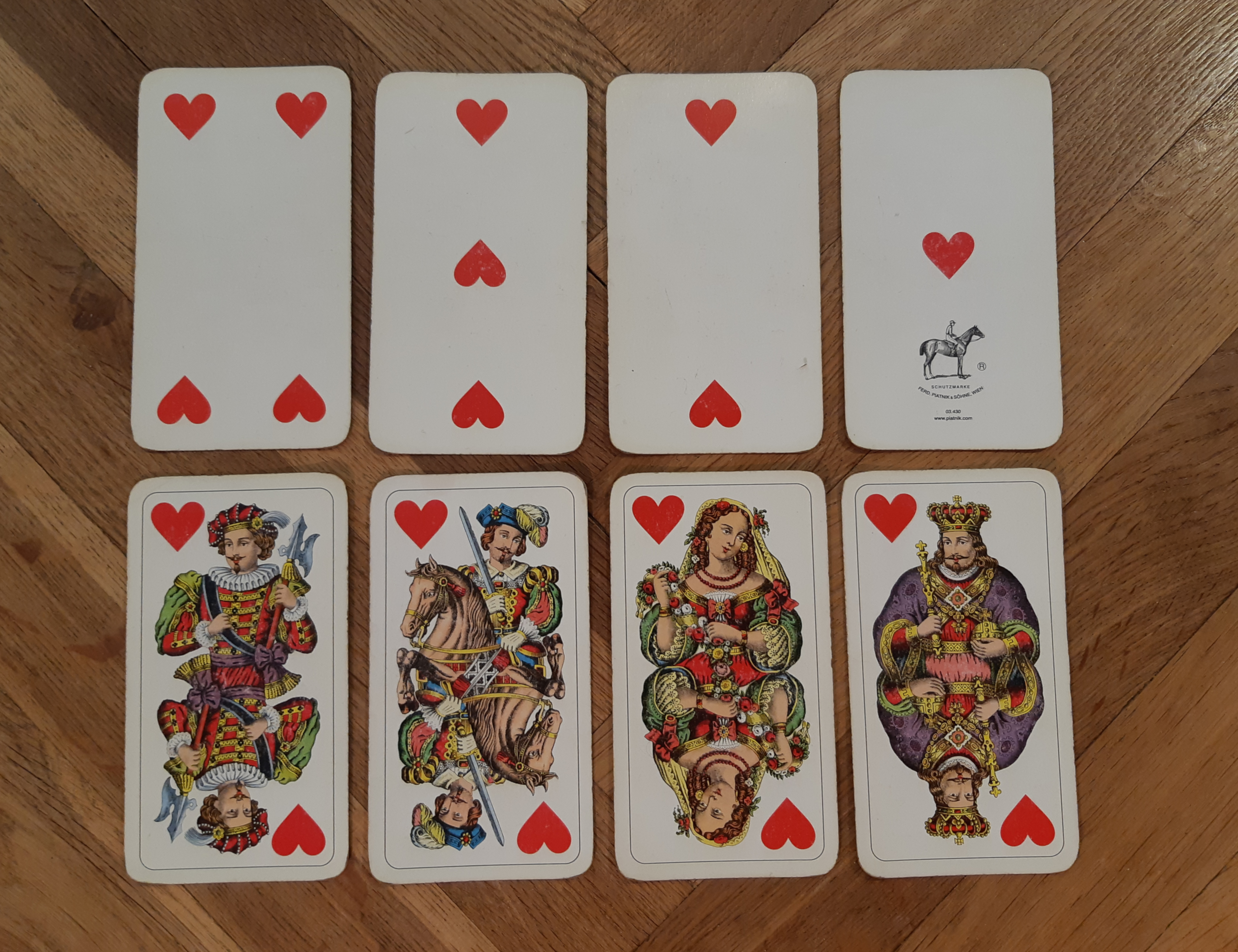
srdcové (hercové) karty
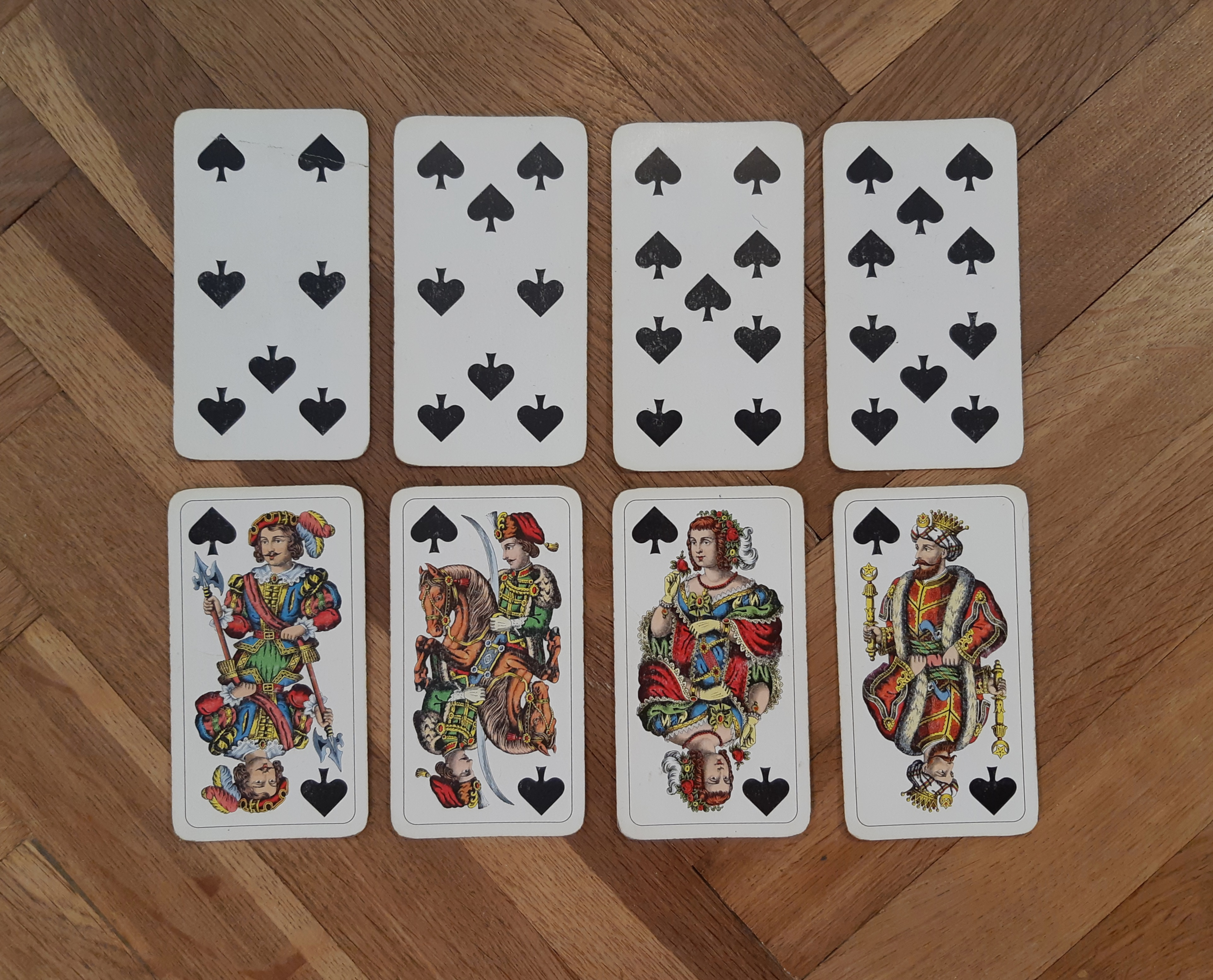
pikové karty
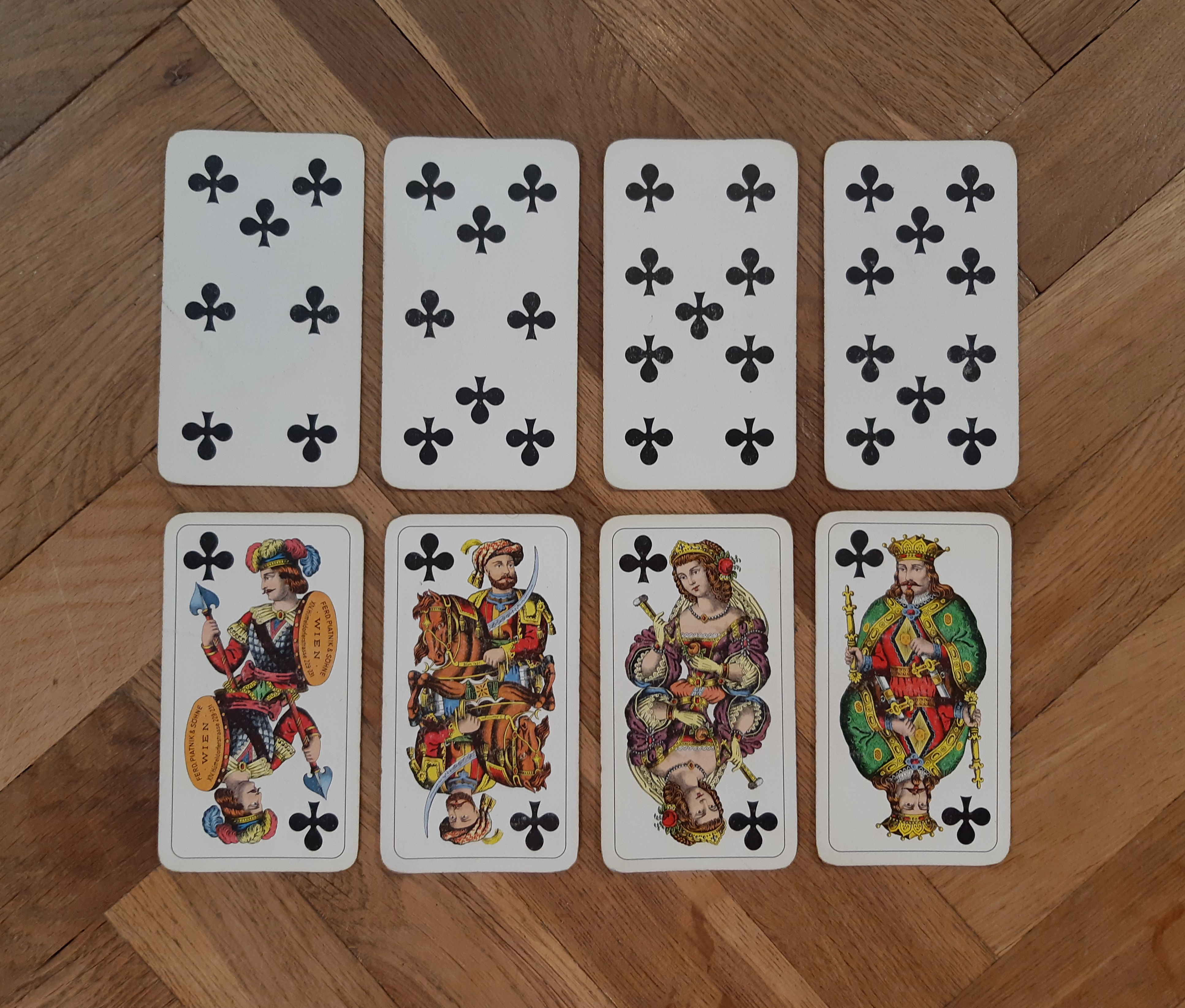
křížové karty